# Contes de Terremer
Pour l'adaptation en film d'animation de Gorō Miyazaki, voir Les Contes de Terremer.
Contes de Terremer (titre original : Tales from Earthsea) est un recueil de nouvelles de fantasy de l'écrivain américain Ursula K. Le Guin publié en mai 2001. Ce recueil a reçu le prix Locus du meilleur recueil de nouvelles en 2002.

## Liste des nouvelles
- Le Trouvier, 2003 ((en) The Finder, 2001)Prix Locus du meilleur roman court 2002
- Rosenoire et Diamant, 2003 ((en) Darkrose and Diamond, 1999)
- Les Os de la terre, 2003 ((en) The Bones of the earth, 2001)
- Dans le grand marais, 2003 ((en) On the High Marsh, 2001)
- Libellule, 1999 ((en) Dragonfly, 1997)

## Éditions
- Tales from Earthsea, Harcourt Brace & Company, mai 2001, 296 pages  (ISBN 0-15-100561-3)
- Contes de Terremer, Ursula K. Le Guin, Robert Laffont, coll. « Ailleurs et Demain », 28 mai 2003, trad. Pierre-Paul Durastanti, 307 p.  (ISBN 978-2221095973)
- Contes de Terremer, Le Livre de poche, coll. « SF » no 27064, 14 mars 2008, trad. Pierre-Paul Durastanti, 440 p.  (ISBN 978-2253123668)